# Copa Galicia de voleibol
La Copa Galicia de Voleibol es un campeonato de voleibol exclusivo para los equipos de Galicia que militan en ligas nacionales: Superliga, Superliga 2 y Femenina y Primera División Nacional. Se lleva realizando desde hace más de cuatro décadas. Estos son los equipos que han conseguido ganarla y que se conservan registros: Club Vigo Voleibol (7), Club Voleibol Emevé (5), Boiro Voleibol (2), Voleibol Dumbria (1) y CD Aldebarán San Sadurniño (1).

## Sistema de competición
Los equipos juegan rondas previas a determinar en función de la categoría nacional en la que estén. Todo ello hasta contar con los cuatro equipos necesarios para la Final Four. Una vez se conoce el nombre de los cuatro semifinalistas, se dispone a jugar los pertinentes partidos en sede fija y la posterior final.

## Historial
| Edición | Año   | Campeón                    | Resultado | Subcampeón                 | Detalle                           | Notas  |
| ------- | ----- | -------------------------- | --------- | -------------------------- | --------------------------------- | ------ |
| XXII    | 2004  | Vigo Valery Karpin         | 3 - 1     | Club Voleibol Zalaeta      |                                   | [ 1 ]  |
| XXIII   | 2005  | Vigo Valery Karpin         | 3 - 0     | Club Voleibol Emevé        | 25-16, 25-16, 25-17               | [ 2 ]  |
| XXIV    | 2006  | Bandera de ?               |           | Bandera de ?               |                                   |        |
| XXV     | 2007  | Bandera de ?               |           | Bandera de ?               |                                   |        |
| XXVI    | 2008  | Club Vigo Voleibol         | 3 - 1     | Club Voleibol Emevé        |                                   |        |
| XXVII   | 2009  | Club Vigo Voleibol         | 3 - 0     | Vigo Xuvenil Teis          | 25-11, 25-18, 25-16               | [ 3 ]  |
| XXVIII  | 2010  | Club Vigo Voleibol         | 3 - 0     | Club Voleibol Zalaeta      | 25-11, 25-18, 25-19               | [ 4 ]  |
| XXIX    | 2011  | Club Vigo Voleibol         | 3 - 0     | Club Voleibol Emevé        | ?-?, ?-?, 25-12                   | [ 5 ]  |
| XXX     | 2012  | Club Voleibol Emevé        | 3 - 0     | Rotogal Boiro Voleibol     | 26-24, 25-14, 25-21               | [ 6 ]  |
| XXXI    | 2013  | Club Vigo Voleibol         | 3 - 1     | Club Voleibol Emevé        | 27-25, 22-25, 26-24, 25-22        | [ 7 ]  |
| XXXII   | 2014* | Club Voleibol Emevé        | NO*       | Rotogal Boiro Voleibol     |                                   | [ 8 ]  |
| XXXIII  | 2015  | Rotogal Boiro Voleibol     | 3 - 0     | Club Voleibol Emevé        | 25-18, 25-17, 25-17               | [ 9 ]  |
| XXXIV   | 2016  | Rotogal Boiro Voleibol     | 3 - 1     | Club Vigo Voleibol         | 25-23, 20-25, 25-19, 25-19        | [ 10 ] |
| XXXV    | 2017  | Rotogal Boiro Voleibol     | 3 - 2     | CD Aldebarán San Sadurniño | 18-25, ?-?, ?-?, 16-14            | [ 11 ] |
| XXXVI   | 2018  | Voleibol Dumbria           | 3 - 1     | CD Aldebarán San Sadurniño | x, x, 23-25, 25-16                | [ 12 ] |
| XXXVII  | 2019  | Club Voleibol Emevé        | 3 - 0     | CD Aldebarán San Sadurniño | 25-16, 25-18, 25-19               | [ 13 ] |
| XXXVIII | 2021  | Club Voleibol Emevé        | 3 - 1     | CD Aldebarán San Sadurniño | 25-14, 26-28, 17-25, 25-27        | [ 14 ] |
| XXXIX   | 2022  | CD Aldebarán San Sadurniño | 3 - 2     | Rotogal Boiro Voleibol     | 25-19, 23-25, 28-26, 22-25, 15-11 | [ 15 ] |
| XXXIX   | 2023  | Club Voleibol Emevé        | 3 - 1     | CD Aldebarán San Sadurniño | 25-20, 25-16, 22-25, 25-11        | [ 15 ] |

(*) La competición no fue a eliminatoria directa, sino que fue una liguilla entre equipos.

## Palmarés

### Clubes
| Equipo                     | Títulos | Subtítulos | Año campeón                                | Año subcampeón                 |
| -------------------------- | ------- | ---------- | ------------------------------------------ | ------------------------------ |
| Club Vigo Voleibol         | 7       | 1          | 2004, 2005, 2008, 2009, 2010, 2011 y 2013. | 2016.                          |
| Club Voleibol Emevé        | 5       | 5          | 2012, 2014, 2019, 2021 y 2023.             | 2005, 2008, 2011, 2013 y 2015. |
| Rotogal Boiro Voleibol     | 3       | 3          | 2015, 2016 y 2017.                         | 2012, 2014 y 2022.             |
| CD Aldebarán San Sadurniño | 1       | 5          | 2022.                                      | 2017, 2018, 2019, 2021 y 2023. |
| Voleibol Dumbria           | 1       | 0          | 2018.                                      |                                |
| Club Voleibol Zalaeta      | 0       | 2          |                                            | 2004 y 2010.                   |
| Vigo Xuvenil Teis          | 0       | 1          |                                            | 2009.                          |